# Campeonato Mundial de Patinaje de Velocidad sobre Hielo en Distancia Individual de 2024
El XXIII Campeonato Mundial de Patinaje de Velocidad sobre Hielo en Distancia Individual se celebró en Calgary (Canadá) entre el 15 y el 18 de febrero de 2024 bajo la organización de la Unión Internacional de Patinaje sobre Hielo (ISU) y la Federación Canadiense de Patinaje sobre Hielo.
Las competiciones se realizaron en el estadio Olympic Oval de la ciudad canadiense.

## Medallistas

### Masculino
| Evento                          | Oro                                                                             | Plata                                                                       | Bronce                                                                        |
| ------------------------------- | ------------------------------------------------------------------------------- | --------------------------------------------------------------------------- | ----------------------------------------------------------------------------- |
| 500 m (16.02)                   | Jordan Stolz Estados Unidos 33,69 s                                             | Laurent Dubreuil · Canadá · 33,95 s                                         | Damian Żurek · Polonia · 34,11 s                                              |
| 1000 m (17.02)                  | Jordan Stolz Estados Unidos 1:06,05                                             | Ning Zhongyan China 1:06,53                                                 | Kjeld Nuis · Países Bajos · 1:06,80                                           |
| 1500 m (18.02)                  | Jordan Stolz Estados Unidos 1:41,44                                             | Kjeld Nuis · Países Bajos · 1:42,66                                         | Peder Kongshaug · Noruega · 1:42,66                                           |
| 5000 m (15.02)                  | Patrick Roest · Países Bajos · 6:07,28                                          | Davide Ghiotto · Italia · 6:08,61                                           | Sander Eitrem · Noruega · 6:09,00                                             |
| 10 000 m (18.02)                | Davide Ghiotto · Italia · 12:38,82                                              | Ted-Jan Bloemen · Canadá · 12:47,01                                         | Graeme Fish · Canadá · 12:48,61                                               |
| Velocidad por equipos (15.02)   | Canadá · Anders Johnson · Laurent Dubreuil · Antoine Gélinas-Beaulieu · 1:17,17 | Países Bajos · Janno Botman · Jenning de Boo · Tim Prins · 1:17,17          | Noruega · Henrik Fagerli Rukke · Bjørn Magnussen · Håvard Lorentzen · 1:17,31 |
| Persecución por equipos (16.02) | Italia · Andrea Giovannini · Davide Ghiotto · Michele Malfatti · 3:35,00        | Noruega · Sander Eitrem · Peder Kongshaug · Sverre Lunde Pedersen · 3:36,07 | Canadá · Connor Howe · Antoine Gélinas-Beaulieu · Hayden Mayeur · 3:36,72     |
| Salida en grupo (17.02)         | Bart Swings · Bélgica · 8:40,67                                                 | Antoine Gélinas-Beaulieu · Canadá · 8:40,70                                 | Livio Wenger · Suiza · 8:40,77                                                |

### Femenino
| Evento                          | Oro                                                                      | Plata                                                                    | Bronce                                                                |
| ------------------------------- | ------------------------------------------------------------------------ | ------------------------------------------------------------------------ | --------------------------------------------------------------------- |
| 500 m (16.02)                   | Femke Kok · Países Bajos · 36,83 s                                       | Kim Min-Sun Corea del Sur 37,19 s                                        | Kimi Goetz Estados Unidos 37,21 s                                     |
| 1000 m (17.02)                  | Miho Takagi Japón 1:12,83                                                | Han Mei China 1:13,27                                                    | Jutta Leerdam · Países Bajos · 1:13,28                                |
| 1500 m (18.02)                  | Miho Takagi Japón 1:52,29                                                | Han Mei China 1:52,72                                                    | Joy Beune · Países Bajos · 1:52,91                                    |
| 3000 m (15.02)                  | Irene Schouten · Países Bajos · 3:57,10                                  | Isabelle Weidemann · Canadá · 3:58,01                                    | Martina Sáblíková · República Checa · 3:58,33                         |
| 5000 m (18.02)                  | Joy Beune · Países Bajos · 6:47,72                                       | Irene Schouten · Países Bajos · 6:48,98                                  | Martina Sáblíková · República Checa · 6:51,88                         |
| Velocidad por equipos (15.02)   | Canadá · Carolina Hiller · Maddison Pearman · Ivanie Blondin · 1:25,14   | Estados Unidos Sarah Warren Erin Jackson Brittany Bowe 1:26,04           | Polonia · Andżelika Wójcik · Iga Wojtasik · Karolina Bosiek · 1:26,63 |
| Persecución por equipos (16.02) | Países Bajos · Joy Beune · Irene Schouten · Marijke Groenewoud · 2:51,20 | Canadá · Valérie Maltais · Ivanie Blondin · Isabelle Weidemann · 2:54,03 | Japón Momoka Horikawa Ayano Sato Miho Takagi 2:54,89                  |
| Salida en grupo (17.02)         | Irene Schouten · Países Bajos · 8:23,71                                  | Ivanie Blondin · Canadá · 8:23,81                                        | Marijke Groenewoud · Países Bajos · 8:24,01                           |

## Medallero
| Núm. | País            | Oro | Plata | Bronce | Total |
| ---- | --------------- | --- | ----- | ------ | ----- |
| 1    | Países Bajos    | 6   | 3     | 4      | 13    |
| 2    | Estados Unidos  | 3   | 1     | 1      | 5     |
| 3    | Canadá          | 2   | 6     | 2      | 10    |
| 4    | Italia          | 2   | 1     | 0      | 3     |
| 5    | Japón           | 2   | 0     | 1      | 3     |
| 6    | Bélgica         | 1   | 0     | 0      | 1     |
| 7    | China           | 0   | 3     | 0      | 3     |
| 8    | Noruega         | 0   | 1     | 3      | 4     |
| 9    | Corea del Sur   | 0   | 1     | 0      | 1     |
| 10   | Polonia         | 0   | 0     | 2      | 2     |
| 10   | República Checa | 0   | 0     | 2      | 2     |
| 12   | Suiza           | 0   | 0     | 1      | 1     |
|      | TOTAL           | 16  | 16    | 16     | 48    |